# 屏東聖帝廟
22°40′17″N 120°29′17″E / 22.6714468°N 120.4880563°E
屏東聖帝廟，又稱屏東關帝廟或屏東武聖廟，俗稱武廟或者帝君廟，是一間位於屏東縣屏東市大同里永福路36號的關帝廟。

## 歷史
清代福建省臺灣府南路下淡水營都司加御前侍衛馬龍圖倡建武聖廟，在乾隆四十五年（西元1780年）由檀越郭萃、王廷魁二人發起鳩資，募得白銀一百二十四錠，建廟奉祀關聖帝君，從神關平太子、周倉將軍。
清道光二十年（1840年）及日本昭和四年（1929年）重修，直至民國四十五年（西元1956年），改建新廟，民國五十九年（西元1970年）又再重修。本廟擁有監察院院長、書法家于右任題字的匾額，也有許多古碑，其中有一「磚契」，為民俗上向武夷王購地的文據，為重要文物。